# Le Chemin sans retour
Pour plus de détails, voir Fiche technique et Distribution.
Le Chemin sans retour (Weg ohne Umkehr) est un film allemand réalisé par Victor Vicas, sorti en 1953.

## Synopsis
En 1945, un officier soviétique, Mischa, découvre Anna, une petite fille dans un sous-sol de Berlin et l'aide à sortir. En 1952, Mischa revient à dans la ville allemande en qualité d'ingénieur et décide de retrouver Anna.

## Fiche technique
- Titre : Le Chemin sans retour
- Titre original : Weg ohne Umkehr
- Réalisation : Victor Vicas
- Scénario : Gerhard T. Buchholz, Victor Vicas et Beate von Molo (dialogues) d'après le livre de Gregory Klimov
- Musique : Hans-Martin Majewski
- Photographie : Klaus von Rautenfeld
- Montage : Ira Oberberg
- Production : Gerhard T. Buchholz et Stuart Schulberg
- Société de production : Occident Film Produktion et Trans-Rhein Film
- Pays de production :  Allemagne de l'Ouest
- Genre : Drame, historique, romance et guerre
- Durée : 95 minutes
- Dates de sortie : 
  - Allemagne de l'Ouest : 6 novembre 1953
  - France : 1er avril 1954

## Distribution
- Ivan Desny : Michael « Mischa » Zorin
- Ruth Niehaus : Anna Brückner
- René Deltgen : Major Kazanow
- Karl John : Friedrich Schultz
- Lila Kedrova : Ljuba
- Serge Beloussow : Litvinski
- Leonid Pylajew : Wassilij
- Alf Marholm : le directeur Berger
- John Haggerty : Steve McCullough

## Distinctions
Le film a été nommé pour trois Deutscher Filmpreis et a remporté celui du meilleur film. Il a également obtenu le Golden Globe du meilleur film en langue étrangère ex aequo.